# Bioszféra (regény)
A Bioszféra (Bios) egy sci-fi regény, a kanadai Hugo- és Philip K. Dick-díjas Robert Charles Wilson tollából. A regényt Wilson 1999-ben írta, és a Tor Books adta ki 2000-ben. Magyarországon a Metropolis Media Group Kft. adta ki 2009 áprilisában a Galaktika Fantasztikus Könyvek sorozatának tagjaként. A mű központi témája egy elképzelt bolygó, az Ízisz titkainak felfedezése. A felfedezést gátolja, hogy az Ízisz védekezik a megszállókkal szemben, és mindenféle vírust szabadít az állomás legénységére. Ráadásul előkerülnek a különböző kolóniák közötti ellentétek is, és az állandó hatalmi harcok ember és ember között.

## Cselekmény
|  | Alább a cselekmény részletei következnek! |

A történet a távoli jövőben játszódik, melyet a Trösztök uralnak. A Trösztök egyetlen célja hogy megnöveljék vagyonukat és hatalmukat, ezért fognak bele az Ízisz bolygó felfedezésébe, melynek egyedi ökológiai rendszere forradalmi tudományos áttörésekkel kecsegtet. Ennek ellenére a kutatók sorra tűnnek el, nem tudni miért. Ezért elküldik a bolygóra Zoe Fishert, a Személyzeti és Felszerelési Ágazat különlegesen kifejlesztett klón-emberét, kinek immunrendszerét különleges vegyi anyagokkal erősítették meg. Zoét kezdetben ellenségesen kezelik származása és zárkózott természete miatt, később azonban plátói szerelem alakul ki közte és Tam Hayes – a Kuiperi Köztársaság egyik kutatója – között. A nő neveltetése miatt igyekszik nem viszonozni Hayes kedvességét, de a férfi iránti szexuális vágyódása olyan érzéseket kelt fel benne, amelyekről eddig nem is tudott.
Eközben a kutatók tovább fogynak. Halálukat az Íziszen található levegő beszivárgó spórái okozzák, amik ellen nem tudnak védekezni. A halál előjelei először lázban jelentkeznek, majd aztán orrvérzésben, és végül a test minden pórusából folyó, megállíthatatlan vérzéssel. Az állomás igazgatója, Kenyon Degrandpre vállára egyre nagyobb felelősség nehezedik. Aggályai nőnek, mikor Zoe megmentője, Avrion Theophilius – aki a világegyetem uralkodó Családjainak egy távoli rokona – érkezik az űrállomásra, hogy ellenőrizze a haladást. Zoét egyedül küldik le ellenőrizetlen védőöltözetében az Íziszre, ahol a bolygó lakói – az ásók – elfogják őt és a védőruháján tépéseket hagynak.
Tam Hayes egyedül indul meg hogy szerelmét visszahozza a bázisra, ahol időközben elszabadul a pokol. A vírus sorra öli meg az embereket, ezért Degrandpre kénytelen meghozni a nehéz döntést. Ő és rajta kívül még több mint tíz ember elhagyják a bázist, sorsára hagyva ezzel az alkalmazottakat. A kuiperi férfi öltözete sem bírja az Ízisz légkörében terjedő baktériumokat teljesen kiszűrni, és rajta is jelentkeznek a tünetek amikor megtalálja Zoét. Tam és Zoe egymás karjai közt, lázban halnak meg. Lebomló testüket és annak átalakult anyagát az ásók fogyasztják el. Degrandpre és a menekülők sem élik túl, a spóra útközben velük is végez. Az Íziszt egyedül Theophilius éli túl, aki saját magának is beadatta a Zoéba fecskendezett immunerősítő anyagot.
|  | Itt a vége a cselekmény részletezésének! |

## Magyarul
- Bioszféra; ford. Tamás Dénes; Metropolis Media, Bp., 2009 (Galaktika fantasztikus könyvek) ISBN 978-963-9866-44-7